# Fernanda Bianchini
Fernanda Bianchini (n. 1978),  é uma bailarina e fisioterapeuta brasileira, criadora do primeiro método de ensino de ballet clássico para deficientes visuais. É fundadora da Associação de Ballet e Arte para Cegos Fernanda Bianchini que desde 1995 ensina gratuitamente várias formas de dança a deficientes e já realizou apresentações no exterior, incluindo os Jogos Paralímpicos de Verão de 2012.

## Biografia
Nascida em uma família dedicada ao trabalho voluntário no Instituto Padre Chico, no bairro Ipiranga, São Paulo, Fernanda teve contato com crianças cegas desde cedo. Formou-se uma jovem bailarina, devido ao seu precoce ingresso nas aulas de ballet, e se motivou a ensinar sua arte para as crianças de seu entorno social.

## Método de ensino
Ao se deparar com as particularidades e dificuldades de movimentação dos cegos, Fernanda descobriu a necessidade de criar uma nova linguagem capaz de comunicar os passos de dança que suas alunas jamais tinham visto. Para ensinar habilidades inéditas a cegos não bastaria explicar-lhes com o quê os movimentos se parecem pois lhes falta um banco de imagens visuais para ser usado como referência.
Por isso todo o método de ensino elaborado por Fernanda teve de ser construído coletivamente, a partir do zero e inteiramente através do sentido do tato. Mais tarde utilizou sua experiência de professora como seu próprio objeto de estudo, resultando na tese de mestrado "O ballet clássico para deficientes visuais: método Fernanda Bianchini" pela Universidade Presbiteriana Mackenzie.
 Seu método foi patenteado e reconhecido mundialmente e resultou na criação da Associação de Balé e Artes para Cegos Fernanda Bianchini.